# اکسل تیپ
اکسل تیپ (انگلیسی: Axel Tape؛ زادهٔ ۱۰ اوت ۲۰۰۷) بازیکن فوتبال اهل فرانسه است که در حال حاضر برای پاری سن-ژرمن در پست هافبک بازی می‌کند.
وی همچنین در تیم ملی فوتبال زیر ۱۸ سال فرانسه بازی کرده است.